# Ferropolis

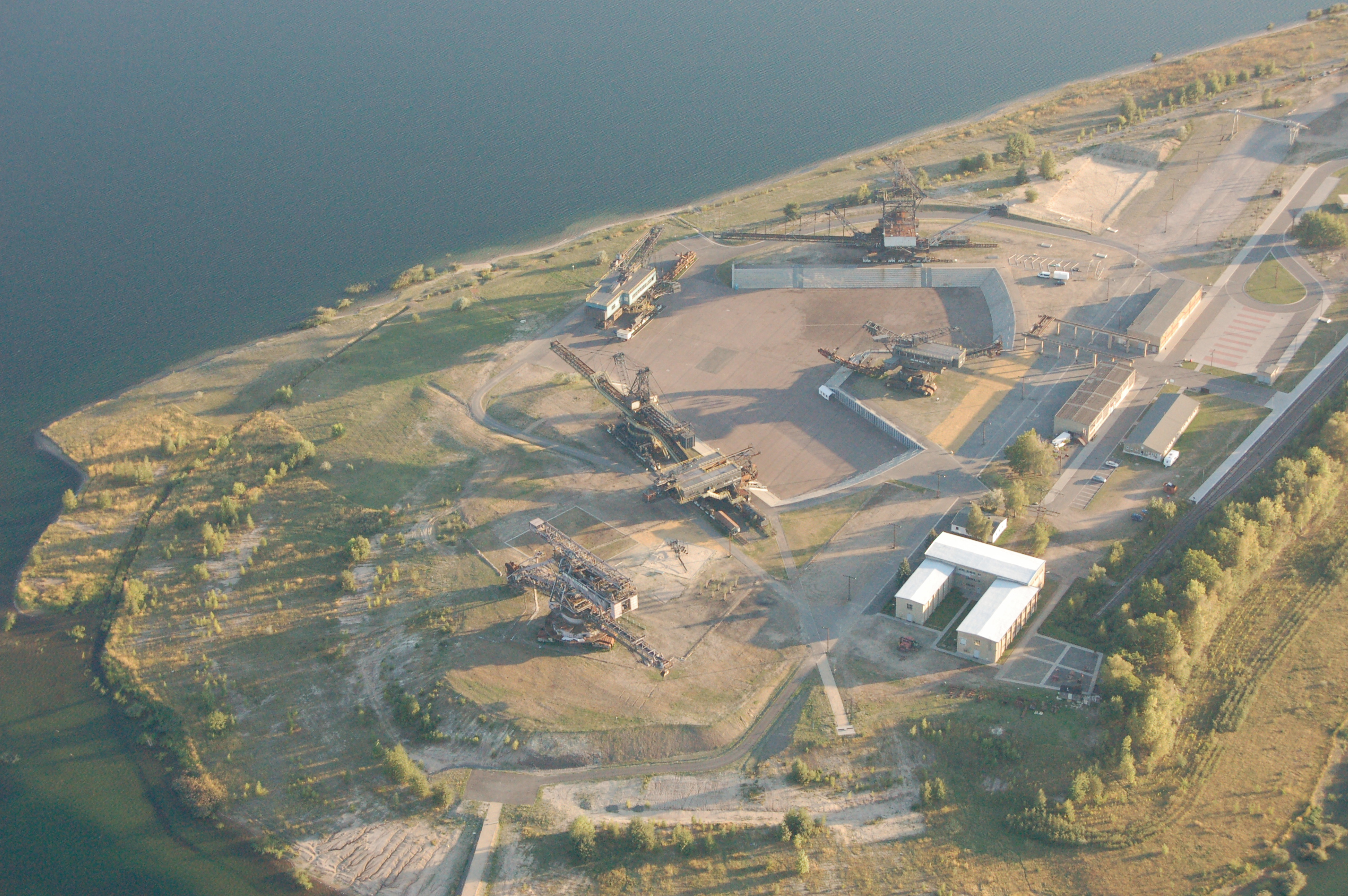
Ferropolis

Panorama Ferropolis – Die Arena fasst ca. 25.000 Besucher.

Ferropolis (gr.-lat. ferro und polis „Eisenstadt“) ist ein Industriemuseum und Veranstaltungsort in Gräfenhainichen östlich von Dessau-Roßlau auf einer Halbinsel im Gremminer See, dem ehemaligen Tagebau Golpa-Nord. Ferropolis ist Ankerpunkt der Europäischen Route der Industriekultur (ERIH).

## Geschichte

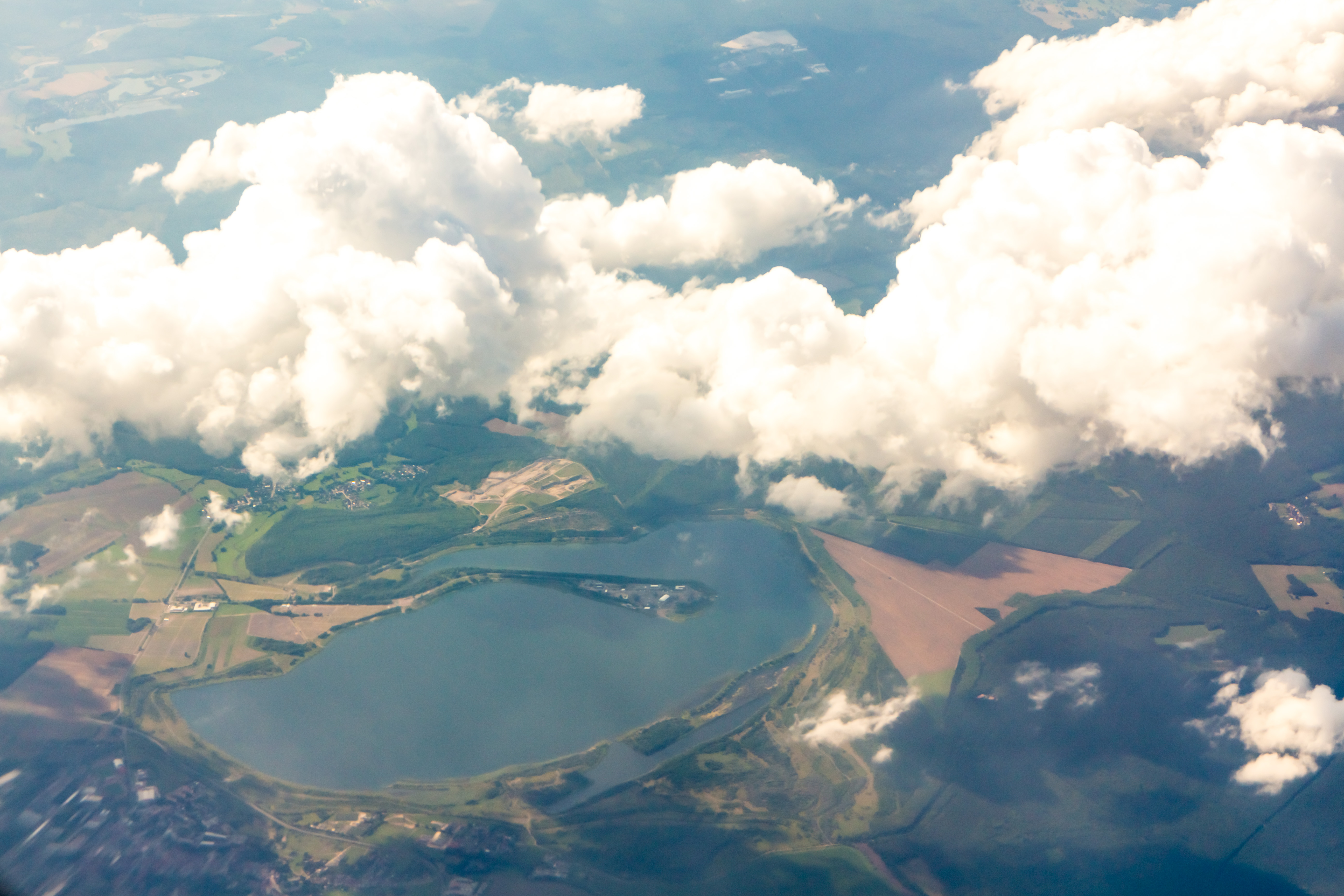
Ferropolis, Gremminer See, Juli 2015

Ursprünglich befanden sich an dieser Stelle die Werkstätten, die Energieversorgung und die Sozialeinrichtungen des Tagebaus Golpa-Nord, einem Teil des Bitterfelder Bergbaureviers. Bis 1955 verband eine Grubenbahnlinie Bergwitz mit dem Kraftwerk Zschornewitz. Teile des aufgegebenen Bahndammes wurden später als Erschließungsstraße für den Braunkohlentagebau Golpa-Nord und später für die Anbindung von Ferropolis genutzt. Die Grubenbahn und jetzigen Anschlussgleise für Ferropolis wurden parallel zu dieser ehemaligen Bahnlinie errichtet.
Nach der Stilllegung des Tagebaus 1991 entstand, basierend auf einer 1992 bei der Stiftung Bauhaus Dessau eingereichten Diplomarbeit des Architekten Martin Brück, die Idee der Zusammenführung und musealen Nutzung der auf dem Areal verbliebenen Großgeräte auf einem in den Tagebau ragenden Restpfeiler, der heutigen Halbinsel. An der Gestaltung des als Regionalprojekt für die Expo 2000 ausgewiesenen Geländes waren neben der Bauhaus-Stiftung die Expo-2000-Gesellschaft Sachsen Anhalt GmbH und die Lausitzer und Mitteldeutsche Bergbau-Verwaltungsgesellschaft beteiligt. Die offizielle Gründung der „Stadt aus Eisen“ wurde durch Enthüllung des Ortsschilds durch den damaligen Wirtschaftsminister von Sachsen-Anhalt Klaus Schucht am 14. Dezember 1995 vollzogen. Im Juli 2000 wurde Ferropolis für den Publikumsverkehr geöffnet. Das Galakonzert zur Eröffnung dirigierte der griechische Komponist Mikis Theodorakis; die begleitende Lichtshow inszenierte Gert Hof. Bauhaus und Expo-Gesellschaft zogen sich Ende 2001 aus der Betreibergesellschaft Ferropolis GmbH zurück; Hauptgesellschafter ist aktuell (2019) die Stadt Gräfenhainichen.
2004 fanden umfangreiche Sanierungsmaßnahmen an den Großgeräten statt. Die Anbindung nach Ferropolis wurde 2005 erneuert. Im Dezember 2005 wurde Ferropolis offiziell in die Europäische Route der Industriekultur aufgenommen. Seit dem 22. April 2006 betreibt das Standesamt Gräfenhainichen in der stillgelegten Schaltwarte des Tagebaus Golpa-Nord eine Nebenstelle für Hochzeiten. Ferropolis kann auch mit Museumszügen der ehemaligen Zschornewitzer Kleinbahn erreicht werden. Im ehemaligen Kohlekraftwerk Zschornewitz wurde ein Industriemuseum als Zeugnis der Kohleverstromung eingerichtet.
Am 6. Juli 2013 wurde in Ferropolis eines von fünf parallel stattfindenden Konzerten unter dem Titel Gemeinsam gegen die Flut – Wir sagen Danke des Radiosenders MDR Jump gegeben. Anlass waren die regionalen Auswirkungen des Hochwassers in Mitteleuropa 2013.

## Ausstellung

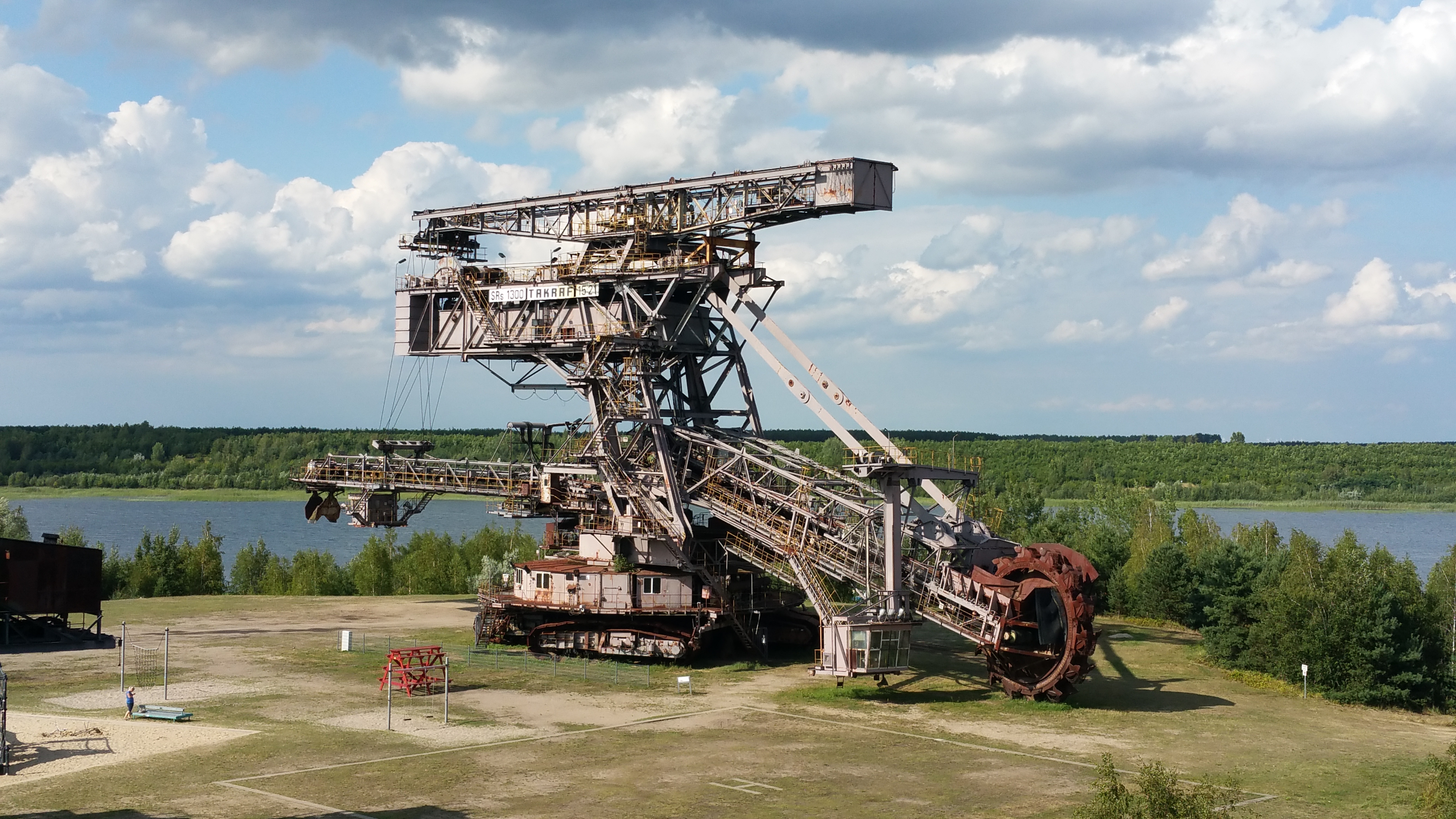
Ein ausgedienter Schaufelradbagger („Big Wheel“) in Ferropolis.

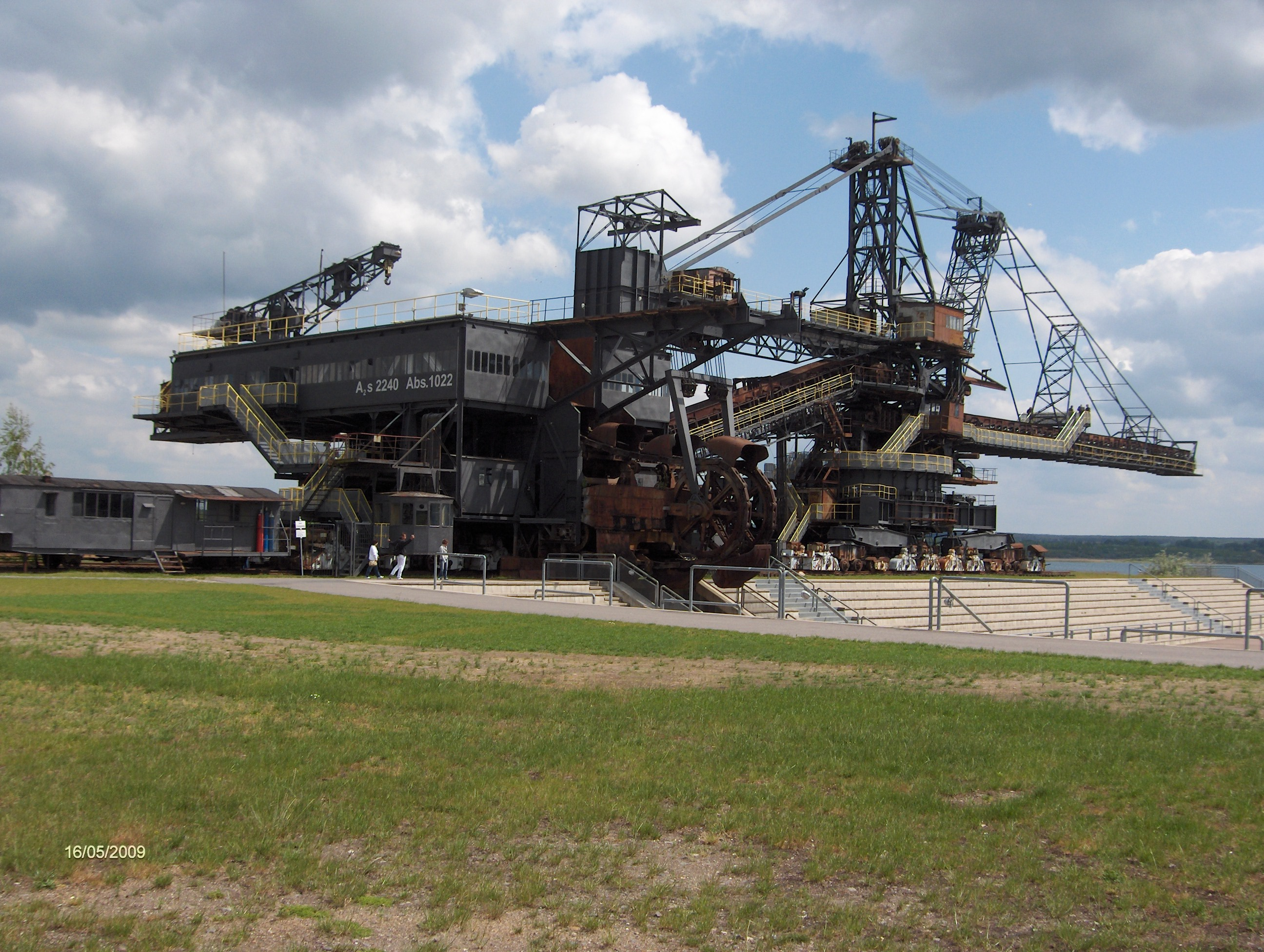
Absetzer „Gemini“

Im Freilichtmuseum finden sich neben einem Eimerkettenschwenkbagger (Spitzname „Mad Max“) und einem Schaufelradbagger („Big Wheel“) auch zwei Absetzer („Gemini“ und „Medusa“) und ein Raupensäulenschwenkbagger („Mosquito“).
In der ehemaligen Stromversorgungs-Station sind neben einem Teil der originalen Schaltwarte unter anderem eine Ausstellung zur regionalen Bergbaugeschichte, die zum Beispiel historische Fotografien aus den abgebaggerten Dörfern Gremmin und Golpa zeigt, und eine Nachbildung der Fundsituation eines 120.000 Jahre alten Waldelefanten-Skeletts im Abraum des benachbarten Tagebaus Gröbern zu sehen.

## Nutzung
Neben der Nutzung als Freilichtmuseum finden auf dem Gelände Musik- und Sportveranstaltungen sowie Sonderveranstaltungen wie der „Bergmanntag“ oder der „Tag der Industriekultur“ statt. Die von den fünf Großgeräten umgebene Ferropolis-Arena fasst 25.000 Besucher. Die ungewöhnliche Kulisse wurde und wird von vielen Künstlern geschätzt. Beispielsweise traten hier Die Ärzte, Die Toten Hosen, Linkin Park, Metallica, Böhse Onkelz, Herbert Grönemeyer, Udo Lindenberg, Paul Kalkbrenner, Nena, Deep Purple, Alice Cooper und die Puhdys auf. Auch für Festivals und für klassische Musikaufführungen wird die „Stadt aus Eisen“ genutzt. Regelmäßig stattfindende Veranstaltungen sind unter anderen die Festivals Melt! (1999–2024)  im Rahmen der Musikfeste Sachsen-Anhalt und seit 2009 splash!, die Pyrogames sowie seit 2017 das With Full Force und das WHOLE – United Queer Festival.
Seit 2018 findet in Ferropolis jährlich die Motorsportveranstaltung Iron Drift King statt; 2019 wurde hier erstmals das Frauen-Motorradfestival Petrolettes veranstaltet. Von 2014 bis 2016 war Ferropolis Austragungsort von Hindernisrennen der StrongmanRun-Reihe; seit 2018 findet der NeuseenMan-Triathlon auf dem Gelände statt.
In Ferropolis kann auch geheiratet werden. Das Standesamt Gräfenhainichen unterhält in der ehemaligen Leitwarte eine Dependance.
Das Freilichtmuseum Ferropolis liegt an der Radroute Kohle | Dampf | Licht | Seen. Die Route führt vorbei an verschiedenen Zeugnissen der Industriegeschichte und zeigt die Entwicklung vom mitteldeutschen Industrierevier zur Kultur- und Erholungslandschaft.